# Лейков, Николай Григорьевич
Николай Григорьевич (Генрихович) Лейков (1878—1909) — инженер-механик флота, участник Русско-японской войны, Георгиевский кавалер, подполковник Корпуса инженер-механиков флота.

## Биография
Родился в 1878 году.
В 1900 году, после окончания Морского инженерного училища Императора Николая I в Кронштадте, был произведён в младшие инженер-механики и назначен на бронепалубный крейсер «Варяг», который строился в Филадельфию (США) на заводе Крампа.
В составе экипажа крейсера «Варяг» старший судовой механик помощник старшего инженер-механика Н. Г. Лейков совершил переход из Америки в Россию на Балтику, а затем на Дальний Восток.
В самом начале Русско-японской войны 1904—1905 годов крейсер «Варяг» и канонерская лодка «Кореец» находились в нейтральном корейском порту Чемульпо; 27 января 1904 года они приняли неравный бой с кораблями противника. Бой длился 50 минут. За это время «Варяг» выпустил по противнику 1105 снарядов, но и сам получил 5 подводных пробоин, З1 моряк был убит, около 200 человек было ранено. Не имея возможности продолжать бой, корабль вернулся в Чемульпо. Весь экипаж крейсера проявил храбрость и самоотверженность во время боя.
Высочайшим приказом от 23 февраля 1904 года помощник старшего инженер-механика Н. Г. Лейков был награждён Орденом Святого Георгия IV степени.
26 января (8 февраля) 1909 года подполковник Н. Г. Лейков покончил жизнь самоубийством на почве психического расстройства. Свидетельство о смерти составил бывший старший врач крейсера «Варяг» коллежский советник Михаил Храбростин. Был похоронен на Митрофаниевском кладбище в Санкт-Петербурге.

## Награды
- Орден Святого Георгия 4-й степени (Высочайший Приказ от 23.02.1904);
- Медаль «В память царствования императора Александра III» (1896);
- Медаль «За бой „Варяга“ и „Корейца“» (1904);
- Медаль «В память русско-японской войны» (1906);
- Орден Красного орла 3-й степени (Пруссия, 1901).

## Семья
- Сын (1905 г. р., старший сын) — Георгий Николаевич, рассыльный в госпитале в период гражданской войны, курсант военно-технического училища, с 25.09.1923 в РККА, флотский артиллерист. В 1941 −1945 гг. инженер-капитан 2 ранга Лейков Н. Г. работал в аппарате ГКО, выполняя правительственные задания по производству и обеспечению боеприпасами фронтов Великой Отечественной войны. Награждён орденом Красного Знамени, орденом Красной Звезды; орденом Почёта, медалями «За боевые заслуги», «За оборону Москвы» и другими[3].
- Сын (младший) — Михаил Николаевич погиб на войне.